# رودخانه هربرت
رودخانه هربرت (انگلیسی: Herbert River)؛ رودی است به Hinchinbrook Channel می‌ریزد. این رود از کشور استرالیا می‌گذرد.